# 하마노역
하마노역(일본어: 浜野駅, はまのえき)은 일본 지바현 지바시 주오구에 있는 동일본 여객철도의 철도역이다.

## 역 구조
섬식 1면 2선 구조의 지상역이다. 선상역사를 보유하고 있다. 고이역이 관리하며, 역 업무는 JR 지바 철도 서비스가 대신 하고 있다. 오전 6시부터 오후 9시까지 초록 창구를 영업하고 있으며, 자동 개찰기에서 스이카 및 제휴 교통카드의 사용이 가능하다.

### 승강장
| 1 | ■ 우치보 선 | 소가 · 지바 · 가이힌마쿠하리 · 신키바 · 도쿄 방면       |
| 2 | ■ 우치보 선 | 고이 · 기사라즈 · 기미쓰 · 다테야마 · 아와카모가와 방면 |

## 역세권 정보
- 국도 제16호선
- 국도 제357호선 기점

## 역사
- 1912년 3월 18일 - 일본국유철도의 역으로 개업했다.
- 1987년 4월 1일 - 민영화에 따라 동일본 여객철도의 소속이 되었다.
- 2001년 11월 18일 - 스이카의 사용이 가능해졌다.

## 인접역
| 동일본 여객철도 우치보 선 | 동일본 여객철도 우치보 선       | 동일본 여객철도 우치보 선    |
| ------------------------- | ------------------------------- | ---------------------------- |
| 소가 도쿄 방면            | ■ 소부 쾌속                     | 야와타주쿠 기미쓰 방면       |
| 소가 도쿄 방면            | ■ 게이요 통근쾌속·쾌속·각역정차 | 야와타주쿠 기미쓰 방면       |
| 소가 방면                 | ■ 우치보 선 보통                | 야와타주쿠 아와카모가와 방면 |